# Otiothops baculus
Otiothops baculus is een spinnensoort uit de familie Palpimanidae. De soort komt voor in Brazilië.